# Yves Perron
Pour les articles homonymes, voir Perron.
Yves Perron est un enseignant et homme politique québécois. Il est depuis le 21 octobre 2019 député de la circonscription de Berthier—Maskinongé à la Chambre des communes du Canada sous la bannière du Bloc québécois.

## Biographie

### Carrière politique
Avant son entrée en politique, Yves Perron est professeur d'histoire à l'école secondaire de l'Érablière de Saint-Félix-de-Valois. Il fait une première tentative pour devenir député fédéral de Berthier—Maskinongé en 2015 sous la bannière du Bloc québécois, récoltant 25,8 % des voix, battu par la députée sortante néo-démocrate, Ruth Ellen Brosseau.
Entre 2015 et 2019, il s'implique activement dans le mouvement indépendantiste, notamment comme président régional du Parti québécois de la région de Lanaudière entre 2016 et 2018, ainsi qu'à la présidence du Bloc québécois de Berthier-Maskinongé.
À la suite de la crise entourant le leadership de Martine Ouellet comme cheffe du Bloc québécois, il devient en août 2018 président national du Bloc, et s'implique activement dans le processus de « refondation » de la formation politique. Son travail a été vu comme ayant contribué aux bons résultats obtenus par le Bloc aux élections de 2019.
Lors des élections fédérales d'octobre 2019, il est élu dans la circonscription de Berthier—Maskinongé|Berthier-Maskinongé, défaisant la députée sortante Ruth Ellen Brosseau, du NPD. En novembre, il est nommé porte-parole du Bloc québécois pour l'agriculture, l'agroalimentaire et la gestion de l'offre. En février 2020, il est élu vice-président du Comité permanent de l'agriculture et de l'agroalimentaire de la Chambre des communes.
Le 13 décembre 2024, il est nommé au poste de whip du Bloc québécois.
Lors des élections fédérales de 2025, il est réélu avec 35 % des voix et une majorité de 6 620 voix sur son plus proche adversaire, le candidat libéral Stéphane Bilodeau.